# Велики понеделник
Велики понеделник е денят от страстната седмица на изгонване на търговците от храма (Мат. 21:12-13, Марк 11:15-19; Лук.19:45-46).
На велики понеделник Исус отсъдил и съдбата на безплодната смоковница (Марк 11:12-14, 20-26, Мат. 21:18-22). На велики понеделник Православната църква поменува старозаветните патриарси Йосиф и Яков.